# Valery Gergiev
Valery Abisalovich Gergiev (em russo:  Вале́рий Абиса́лович Ге́ргиев; em osseta:  Гергиты Абисалы фырт Валери, transl. Gergity Abisaly Fyrt Valeri; Moscou, 2 de maio de 1953) é um regente de orquestra russo de origem osseta. É diretor-geral e diretor artístico do Teatro Mariinsky, regente titular da Filarmônica de Munique e  diretor artístico do Festival Noites Brancas, em São Petersburgo. Recebeu o título de Artista do Povo da Rússia em 1996.

## Biografia
Gergiev nasceu em Moscou, filho de Tamara Tatarkanovna e Abisal Zaurbekovich. Estudou piano na escola secundária, antes de estudar no Conservatório de São Petesburgo, de 1972 até 1977. Seu  principal professor de regência foi Ilya Musin, um dos maiores teóricos de regência da história da Rússia. Sua irmã, Larissa Gergiev é pianista e diretora da academia de cantores do Mariinsky.

## Carreira
Em 1978, Gergiev se tornou maestro assistente da Ópera Kirov, atual Ópera de Mariinsky, quando o maestro titular era Yuri Temirkanov). Fez sua estréia como maestro nesta companhia, conduzindo Guerra e Paz de Prokofiev. Foi o maestro titular da Orquestra Filarmônica da Armênia, de 1981 até 1985, ano em que fez sua estréia no Reino Unido, juntamente com o pianista Evgeny Kissin e os violinistas Maxim Vengerov e Vadim Repin, no Festival Lichfield.
Em 1988, fez sua primeira aparição à frente da Orquestra Sinfônica de Londres. Voltaria a reger essa orquestra somente em 2004, apresentando as sinfonias de Prokofiev.
Em 1991, Gergiev regeu pela primeira vez uma companhia de ópera do oeste europeu - a Ópera do Estado Bávaro - apresentando Boris Godunov, de Modest Mussorgsky, em Munique. No mesmo ano ele fez sua estréia americana, regendo Guerra e Paz, com a Ópera de São Francisco.
Tornou-se o regente titular e  diretor artístico do Mariinsky em 1988, tornando-se diretor-geral em 1996, por indicação do governo russo.
De 1995 até 2008, Gergiev foi o maestro titular da Orquestra Filarmônica de Rotterdam. Em 1997, tornou-se o principal maestro convidado do Metropolitan Opera de Nova York. Sua estréia na companhia incluiu uma nova versão de Boris Godunov, de Mussorgsky.
Em 2002, Gergiev  aparece no filme  Arca Russa, de Alexandr Sokurov.
Em 2003, no Teatro Mariinsky, regeu o Ciclo do Anel, de Wagner, obra encenada pela primeira vez na Rússia em mais de 90 anos.
Em 2005, foi indicado para suceder Sir Colin Davis, à frente da Orquestra Sinfônica de Londres. Seu contrato inicial estipulava o prazo de três anos. Em 23 de janeiro de 2007 apresentou-se pela primeira vez como regente titular da orquestra, posição em que permaneceu até 2015.

## Envolvimento político e social
Em abril de 2007, Gergiev foi um dos oito maestros de orquestras britânicas a assinar um manifesto oelo aumento da presença da música clássica no Reino Unido, inclusive com entrada franca dos escolares, nos concertos de música clássica.
Durante a guerra da Ossétia do Norte, em 2008,  Gergiev acusou o governo da Ossétia de promover um massacre e organizou um concerto em prol das vítimas da guerra.

## Vida pessoal
Em 1999, Gergiev casou-se com a músicista Natalya Debisova, que é vinte e sete anos mais nova do que ele. Eles tem três filhos: dois garotos (Abisal e Valery) e uma menina (Tamara).
Gergiev é  amigo de Vladimir Putin.

## Gravações

### Ballets
| Álbum                                              | Orquestra                   | Gravadora | Discos | Ano  |
| -------------------------------------------------- | --------------------------- | --------- | ------ | ---- |
| PROKOFIEV: Romeo and Juliet (ballet completo)      | Kirov Orchestra             | Philips   | 2      | 2001 |
| TCHAIKOVSKY: The Sleeping Beauty (ballet completo) | Kirov Orchestra             | Philips   | 2      | 1993 |
| TCHAIKOVSKY: The Nutcracker (ballet completo)      | Kirov Orchestra             | Philips   | 1      | 1998 |
| TCHAIKOVSKY: Swan Lake (ballet completo)           | Mariinsky Theatre Orchestra | Decca     | 2      | 2007 |

### Óperas
| Álbum                                           | Orquestra | Gravadora | Discos | Ano  |
| ----------------------------------------------- | --------- | --------- | ------ | ---- |
| BORODIN: Prince Igor                            | Kirov     | Philips   | 3      | 1995 |
| GLINKA: Ruslan and Lyudmila                     | Kirov     | Philips   | 3      | 1997 |
| MUSSORGSKY: Boris Godunov (1869 & 1872 version) | Kirov     | Philips   | 5      | 1999 |
| MUSSORGSKY: Khovanshchina                       | Kirov     | Philips   | 3      | 1992 |
| PROKOFIEV: The Love for Three Oranges           | Kirov     | Philips   | 2      | 2001 |
| PROKOFIEV: Semyon Kotko                         | Kirov     | Philips   | 2      | 2000 |
| PROKOFIEV: The Gambler                          | Kirov     | Philips   | 2      | 1999 |
| PROKOFIEV: The Fiery Angel                      | Kirov     | Philips   | 2      | 1995 |
| PROKOFIEV: War and Peace                        | Kirov     | Philips   | 3      | 1993 |
| PROKOFIEV: Betrothal in a Monastery             | Kirov     | Philips   | 3      | 1998 |
| TCHAIKOVSKY: Pique Dame                         | Kirov     | Philips   | 3      | 1993 |
| TCHAIKOVSKY: Mazeppa                            | Kirov     | Philips   | 3      | 1998 |
| TCHAIKOVSKY: Iolanta                            | Kirov     | Philips   | 2      | 1998 |

### Orquestrais
| Álbum                                                                                      | Orquestra              | Gravadora | Discos | Ano  |
| ------------------------------------------------------------------------------------------ | ---------------------- | --------- | ------ | ---- |
| BORODIN: Symphonies 1 & 2                                                                  | Rotterdam Philharmonic | Polygram  | 1      | 1991 |
| MUSSORGSKY: Pictures at an Exhibition                                                      | Vienna Philharmonic    | Philips   | 1      | 2002 |
| PROKOFIEV: Scythian Suite, Alexander Nevsky                                                | Kirov                  | Philips   | 1      | 2003 |
| PROKOFIEV: Completes Symphonies (1-7)                                                      | LSO                    | Philips   | 4      | 2006 |
| RACHMANINOV: Symphony no.2                                                                 | Kirov                  | Philips   | 1      | 1994 |
| RIMSKY-KORSAKOV: Scheherazade, BORODIN: In the Steppes of Central Asia, BALAKIREV: Islamey | Kirov                  | Philips   | 1      | 2001 |
| SHOSTAKOVICH: The War Symphonies (4-9) Each one available separately                       | Kirov                  | Philips   | 5      | 2005 |
| STRAVINSKY: The Firebird - SCRIABIN: Prometheus                                            | Kirov                  | Philips   | 1      | 1998 |
| STRAVINSKY: The Rite of Spring - SCRIABIN: The Poem of Ecstasy                             | Kirov                  | Philips   | 1      | 2001 |
| TCHAIKOVSKY: Symphonies 4, 5, 6 Each one available separately                              | Vienna Philharmonic    | Philips   | 3      | 2005 |
| TCHAIKOVKSY: Symphony no.5                                                                 | Vienna Philharmonic    | Philips   | 1      | 1999 |
| TCHAIKOVSKY: Symphony no.6, Francesca da Rimini, Romeo and Juliet                          | Kirov                  | Philips   | 1      | 2000 |
| TCHAIKOVSKY: 1812 Overture and others                                                      | Kirov                  | Philips   | 1      | 1994 |
| MAHLER: Symphony No. 1                                                                     | LSO                    | LSO Live  | 1      | 2008 |
| MAHLER: Symphony Nos. 2 & 10 (Adagio)                                                      | LSO                    | LSO Live  | 2      | 2009 |
| MAHLER: Symphony No. 3                                                                     | LSO                    | LSO Live  | 2      | 2008 |
| MAHLER: Symphony No. 6                                                                     | LSO                    | LSO Live  | 1      | 2008 |
| MAHLER: Symphony No. 7                                                                     | LSO                    | LSO Live  | 1      | 2008 |
| MAHLER: Symphony No. 8                                                                     | LSO                    | LSO Live  | 1      | 2009 |

### Orquestral Com Solista
| Albim                                               | Solista           | Orquestra | Gravadora           | Discos | Ano  |
| --------------------------------------------------- | ----------------- | --------- | ------------------- | ------ | ---- |
| RACHMANINOV: Piano Concerto no.2, Paganini Rhapsody | Lang Lang         | Kirov     | Deutsche Grammophon | 1      | 2003 |
| TCHAIKOVSKY, MIASKOVSKY: Violin Concertos           | Vadim Repin       | Kirov     | Philips             | 1      | 2003 |
| PROKOFIEV: Complete Piano Concertos (1-5)           | Alexander Toradze | Kirov     | Philips             | 2      | 1998 |

### Trabalhos vocais
| Álbum                                | Solista             | Orquestra                  | Gravadora | Discos | Ano  |
| ------------------------------------ | ------------------- | -------------------------- | --------- | ------ | ---- |
| Tchaikovsky & Verdi Arias            | Dmitri Hvorostovsky | Rotterdam Philharmonic     | Philips   | 1      | 1990 |
| Tchaikovsky & Verdi Arias            | Galina Gorchakova   | Kirov                      | Philips   | 1      | 1996 |
| Homage: The Age Of The Diva          | Renée Fleming       | Marinsky Theatre Orchestra | Philips   | 1      | 2007 |
| PROKOFIEV: Ivan The Terrible Cantata |                     | Kirov                      | Philips   | 1      | 1998 |